# Saint-Marcan
Saint-Marcan település Franciaországban, Ille-et-Vilaine megyében. Lakosainak száma 432 fő (2022. január 1.). Saint-Marcan Saint-Broladre, Roz-sur-Couesnon és Sains községekkel határos.

## Népesség
A település népessége az elmúlt években az alábbi módon változott:
| Lakosok száma | 544  | 398  | 401  | 414  | 464  | 454  | 448  | 437  | 436  | 432  |
|               | 1968 | 1982 | 1990 | 2006 | 2013 | 2015 | 2017 | 2019 | 2020 | 2022 |